# Centre-Nord du Mato Grosso do Sul
Le Centre-Nord du Mato Grosso do Sul est l'une des 4 mésorégions de l'État du Mato Grosso do Sul. Elle regroupe 16 municipalités groupées en 2 microrégions.

## Données
La région compte 929 873 habitants pour 67 126 km2.

## Microrégions
La mésorégion du Centre-Nord du Mato Grosso do Sul est subdivisée en 2 microrégions:
- Campo Grande
- Haut-Taquari